# オト・マンゲ語族
オト・マンゲ語族（英語: Oto-Manguean languages）はアメリカ・インディアン諸語の主な語族の一つである。現在使われているオト・マンゲ語族に属する言語は、すべてメキシコ先住民族（インディオ）の言語である。しかし、死語となったオト・マンゲ語族に属する言語の中には、遠くニカラグアやコスタリカで使用されていたものがある。